# 富寧駅 (咸鏡北道)
富寧駅（プリョンえき、朝鮮語: 부령역）は、朝鮮民主主義人民共和国咸鏡北道富寧郡にある、朝鮮民主主義人民共和国鉄道省咸北線の鉄道駅である。集中貨物駅として、茂山線内から輸送されてきた磁鉄精鉱などの各種貨物と、古茂山セメント工場で生産されたセメントを取り扱っている。

## 歴史
- 1916年11月5日：開業[2]。